# Létmányi Nándor
Létmányi Nándor, Lettmányi (Szabadka, 1853. május 30. – Budapest, 1917. szeptember 11.) főgimnáziumi tanár.

## Élete
Polgári családból származott, szülei Létmányi Mihály és Tomik Terézia. Iskoláit Szabadkán végezte, és az érettségi után, 1872-ben a kalocsai érseki szemináriumba lépett. Három év után azonban kilépett a papneveldéből, s inkább a világi, nevelői és tanári pályára tért át. A budapesti egyetemen a filozófiai szakon folytatta tanulmányait. 1881-ben tanári oklevelet szerzett, majd 1882-1884 között helyettes tanár lett a nagybecskereki községi főgimnáziumban. Eközben a Dániel családnál is szolgált nevelőként. 1884-1887 között ösztöndíjas gyakorló tanár volt a budapesti tanárképző-intézet gyakorló főgimnáziumában. 1887-1890 között a selmecbányai katolikus főgimnáziumban működött. 1890-ben a temesvári állami felsőbb leányiskolához nevezték ki rendes tanárnak, majd onnan 1892-ben a brassói állami főreáliskolába került, 1895-től pedig a budapesti VII. kerületi állami főgimnáziumban volt történelem- és földrajztanár, illetve gróf Andrássy Tivadar családjánál is szolgált. 1906-tól haláláig a budapesti VIII. kerületi állami Zrínyi Miklós Gimnázium igazgatója volt, valamint a rákospalotai Wagner-féle magángimnázium felügyelője.
Agyvérzés következményeként hunyt el. A farkasréti temetőben helyezték örök nyugalomra.
1880-1881-ben szerkesztette a Torontál helyi lapot Nagybecskereken, később pedig a Brassó lapot.

## Művei
- 1884 A magyar államélet és alkotmány viszontagságainak vázlata (884–1790.). Nagy-Becskerek
- 1885 Párhuzam Hunyady János és fia Mátyás közt, tekintettel hadvezéri képességeik és hadsikerekre. Budapest (Bölcseletdoktori értekezés.)
- 1905 Az ó-kor története középiskolák használatára. Budapest (tsz. Sebestyén Károly)